# La jauría humana
La jauría humana (The Chase) es una película estadounidense de 1966, del género drama, dirigida por Arthur Penn, con Marlon Brando, E. G. Marshall, Angie Dickinson, Robert Redford, Jane Fonda, James Fox y Robert Duvall entre otros. Basada en una historia de Horton Foote, el guion fue escrito por Lillian Hellman. 

## Argumento
En un pueblo del sur de los Estados Unidos, el regreso de un prófugo de la justicia (interpretado por Robert Redford) condenado injustamente, desata el caos.
El sheriff, interpretado por Marlon Brando, debe lidiar con los personajes siniestros del pueblo y sus miserias. 

## Reparto
- Marlon Brando como el sheriff Calder
- Jane Fonda como Anna Reeves
- Robert Redford como Charlie "Bubber" Reeves
- E.G. Marshall como Val Rogers
- Angie Dickinson como Ruby Calder
- Janice Rule como Emily Stewart
- Miriam Hopkins como Mrs. Reeves
- Martha Hyer como Mary Fuller
- Robert Duvall como Edwin Stewart
- James Fox como Jason "Jake" Rogers
- Diana Hyland como Elizabeth Rogers
- Henry Hull como Briggs
- Jocelyn Brando como Mrs. Briggs

## Comentarios
Frecuentemente asociada con el filme Perros de paja, de Sam Peckinpah, La jauría humana es una de las obras máximas de Brando.
El guion enlaza perfectamente la opresión e hipocresía de una pequeña comunidad rural extrapolable sin duda a cualquier tipo de sociedad, con ese tipo de historias de perdedores tan queridos por el cine de Hollywood desde los inicios del cine sonoro, en una estructura casi teatral magníficamente escrita por Lillian Hellman.
Es una obra incomprendida en su tiempo, que constituyó un fiasco en taquilla sin precedentes en la carrera de su director y, además, resulta estar injustamente olvidada.